# Artikel 97 van de Belgische Grondwet
Artikel 97 van de Belgische grondwet stelt de nationaliteitsvoorwaarde vast voor ministers en staatssecretarissen in de Belgische federale regering. Dit artikel stelt dat enkel personen met de Belgische nationaliteit minister of staatssecretaris kunnen worden. Het is naast artikel 98 en artikel 99 van de Belgische grondwet de voorwaarde waaraan een federale regering dient te voldoen.

## Tekst
Alleen Belgen kunnen minister zijn.
— Artikel 97 van de Belgische Grondwet.

## Commentaar
Het artikel gaat terug tot artikel 86 in de grondwet aangenomen op 7 februari 1831. De officiële tekst was: "Nul ne peut être ministre s'il n'est Belge de naissance, ou s'il n'a reçu la grande naturalisation." Met een grondwetswijziging op 1 februari 1991 werd dit gewijzigd in het licht van de aangepaste nationaliteitswetgeving.
Samen met artikel 98 en artikel 99 die de leden van de koninklijke familie uitsluiten van ministerschap, het maximale aantal ministers en de taalpariteit vastlegt zijn dit de voorwaarden waaraan een federale regering dient te voldoen volgens de grondwet. Door de verwijzing van artikel 104 naar deze voorwaarde geldt dit ook voor staatssecretarissen.
Na de coördinatie van de grondwet in 1994 kreeg dit artikel nummer 97 toegewezen.